# Me (Paula Cole)
Me è un singolo della cantante Paula Cole, pubblicato nel 1998 come terzo e ultimo estratto dall'album in studio This Fire.

## Descrizione
Scritto e composto dalla stessa Cole, il brano non ha riscosso il successo desiderato, non riuscendo a replicare le vendite dei due singoli tratti dallo stesso album che lo hanno preceduto, ossia Where Have All the Cowboys Gone? e I Don't Want to Wait, quest'ultimo utilizzato come sigla di apertura della serie TV Dawson's Creek, entrambi entrati nelle prime dieci posizioni della classifica Billboard Hot 100. 
Nonostante non sia stato rilasciato sul mercato statunitense, il brano è comunque stato proposto dai media USA, venendo trasmesso sia in radio, raggiungendo la 17ª posizione della Billboard Adult Top 40, che in televisione, con il suo video che è stato protagonista di una discreta rotazione sui canali musicali MTV e VH1.

## Tracce
Nel formato CD, la canzone è stata pubblicata assieme alla sua versione radiofonica
1. Me (Radio Edit) – 3:36
2. Me – 5:00

## Classifiche settimanali
| Classifica (1998)                 | Posizione massima |
| --------------------------------- | ----------------- |
| RPM Top Singles                   | 20                |
| RPM Adult Contemporary            | 17                |
| Billboard Radio Songs             | 35                |
| Billboard Adult Alternative Songs | 14                |
| Billboard Adult Top 40            | 17                |
| Billboard Pop Songs               | 25                |